# Sertão (droog gebied)

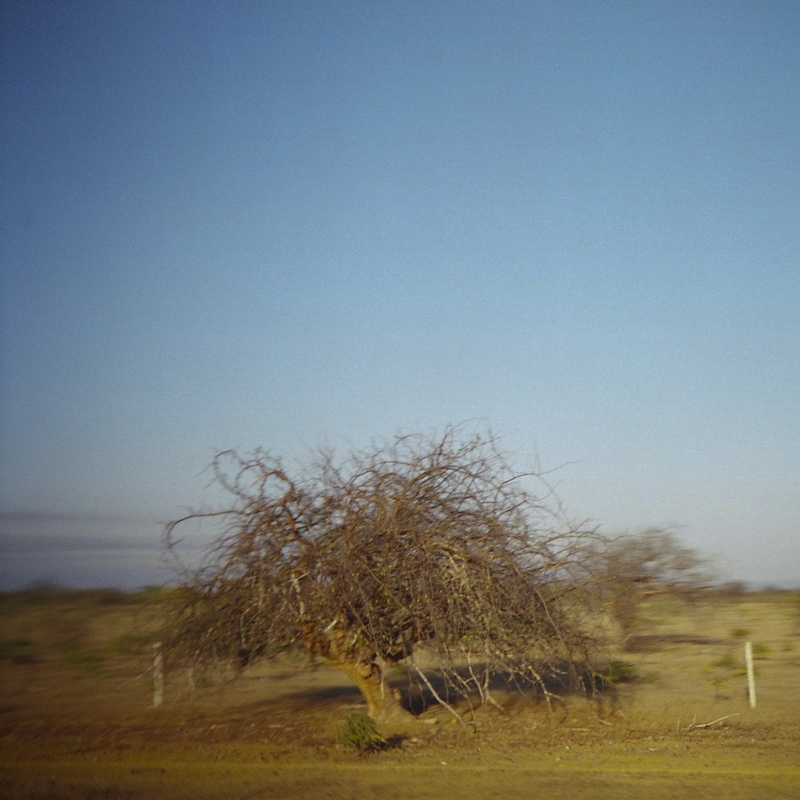
Droogte in de sertão

De sertão is een cultureel-klimatologisch gebied in het noordoosten van Brazilië. Het wordt gekenmerkt door lange periodes van droogte. In tegenstelling tot andere droge gebieden in de wereld, is er geen woestijn in de nabije omgeving maar zijn er wel natte gebieden. Dit verklaart dan ook zijn veelal unieke biologische eigenschappen. De gemiddelde temperatuur ligt ergens tussen de 25 en de 30 graden. In Raso da Catarina in Bahia en in het midden van Piauí kan de temperatuur op warme dagen de 42 graden overstijgen. Het valt dan ook grotendeels binnen de Veelhoek van de Droogte. Binnen de sertão zijn specifieke culturele verschijnselen te vinden in muziek, dans en gebruiken.

## Naamgeving
De naam sertão komt van het Portugese woord desertão dat "grote woestijn" betekent. Op een gegeven moment sloeg het woord op het gehele binnenland dat moeilijk begaanbaar was en een zekere angst inboezemde. Tegenwoordig slaat het vooral op het droge gebied in het noordoosten.

## Ontstaan
Al vanaf de koloniale tijd zijn er in het noordoosten van Brazilië veel suikerrietplantages. Telkens wanneer de grond door deze intensieve landbouw uitgeput raakte, schoven de plantages verder op het binnenland in. Op de grond die achterbleef kon meestal slechts extensieve veeteelt bedreven worden. Er werden ossenpaden aangelegd om de verbinding met de stad te maken. Daaraan ontstonden ook in het binnenland nederzettingen. Sommige nederzettingen die aan een belangrijk kruispunt gelegen waren, groeiden uit tot middelgrote steden.

## Geografie
De sertão beslaat delen van de staten Alagoas, Bahia, Minas Gerais, Pernambuco, Paraíba, Rio Grande do Norte, Ceará en Piauí.
Geologisch gezien ligt het op een lager deel van het Hoogland van Brazilië. De hoogte bedraagt voor het grootste deel tussen de 200 en 500 meter, grotere hoogten worden bereikt in het Borboremaplateau, in de Serra da Ibiapaba en in de Serro do Periquito. De sertão grenst in het oosten aan de agreste, in het noorden aan de kustvlakten van Rio Grande do Norte en in het zuiden gaat het over in de heuvels van Minas Gerais.
De belangrijkste rivieren zijn de São Francisco, de Jaguaribe en de Piranhas. De São Francisco ontspringt buiten de sertão. Behalve de São Francisco staan de meeste rivieren buiten het regenseizoen droog.

## Klimaat
Omdat het gebied dicht bij de evenaar ligt, is het klimaat tropisch heet, en verandert het weinig door het jaar heen. Het westelijke deel van de sertão is het warmst. De regenval bedraagt tussen de 300 en de 800 mm, met in sommige gevallen uitschieters naar 1300 mm. In absolute zin is dat niet erg weinig, maar het valt heel erg onregelmatig in het jaar. Het regenseizoen duurt 3 à 4 maanden. Extreme regenbuien worden afgewisseld met lange periodes van droogte.

## Vegetatie
De vegetatie is sterk gedegradeerd door droogte en intensieve landbouw in het verleden. De begroeiing is nu vooral die van de caatinga. De caatinga komt alleen in de sertão en de nabije omgeving voor. Een plant waarvan de vrucht en de noot voor consumptie en export geschikt zijn, is de cashew.

## Bevolking

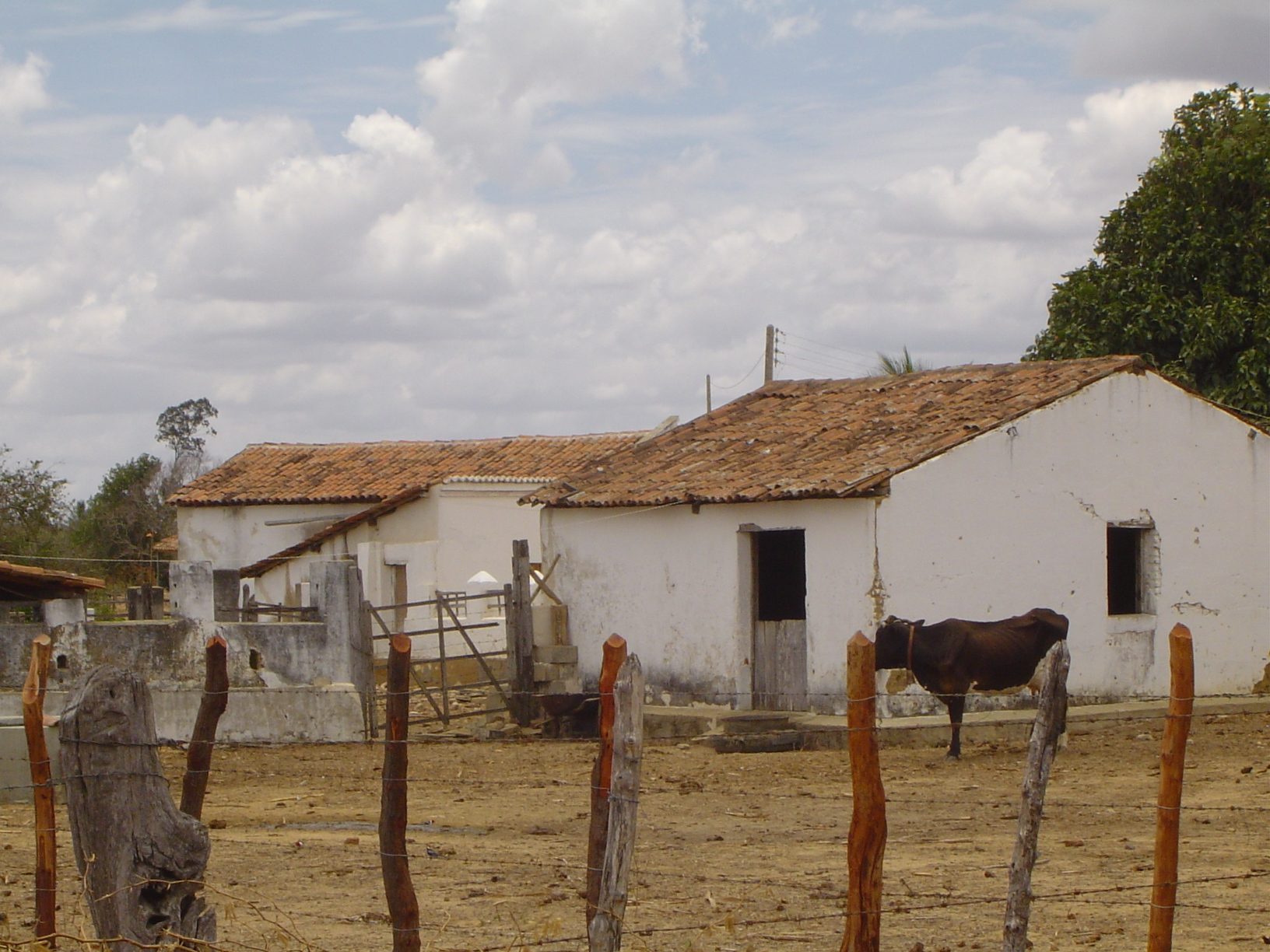
Typische huizen uit de sertão

Een inwoner van de sertão wordt sertanejo (mannelijk) of sertaneja (vrouwelijk) genoemd. Hun gebruiken doen enigszins denken aan die van de cowboys in het Wilde Westen. Ze dragen cowboyhoeden, rijden op paarden en houden rodeo's. Ook de muziek van de regio, die ook sertaneja heet, doet denken aan country. Een andere muzieksoort die veel gespeeld wordt is de forró.
Met ruim 3,5 miljoen inwoners is Fortaleza het belangrijkste verstedelijkte gebied. Veel inwoners van de sertão zijn vanwege de armoede en de droogte getrokken naar de grote steden van de sertão zoals Fortaleza of ze hebben de sertão verlaten en zijn elders in Brazilië gaan wonen zoals in (Rio de Janeiro, São Paulo en Recife).